# Белены лист

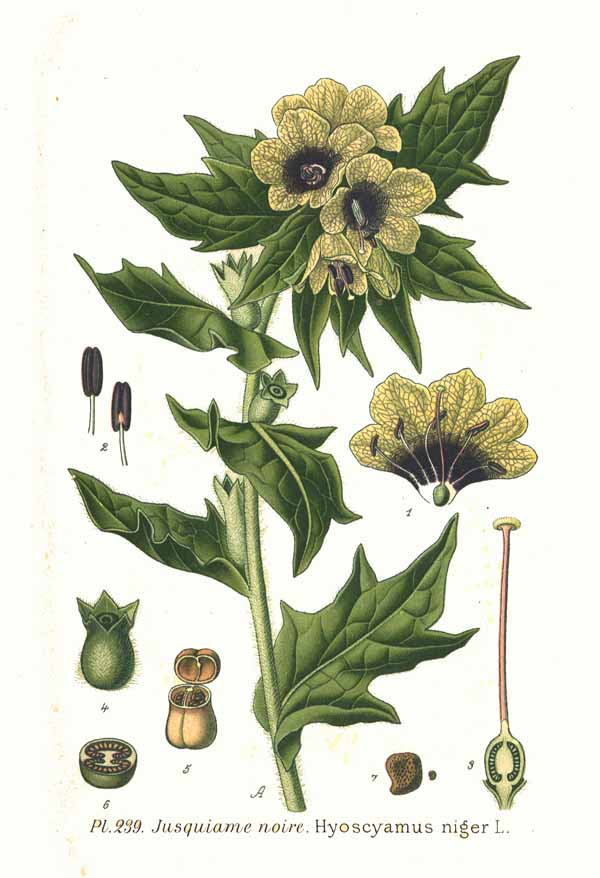
Белена чёрная (Hyoscyamus niger), ботаническая иллюстрация из книги «Atlas des plantes de France», 1891.

Белены лист (лат. Folium Hyoscyami) — высушенные листья белены чёрной, сырьё для изготовления антихолинергических средств.

## Общая информация
Собранные в течение лета и высушенные прикорневые и стеблёвые листья дикорастущего или культивируемого двулетнего травянистого растения белены чёрной (Hyoscyamus niger), семейства Паслёновые (Solanaceae).
Содержит не менее 0,05 % алкалоидов группы атропина (гиосциамин, скополамин и др.).
Имеет ограниченное применение, в основном используется в качестве сырья для производства сухого экстракта — в порошках, пилюлях и микстурах (0,02—0,05 г на приём) — как противоспазматическое и болеутоляющее средство (взамен экстракта красавки).
Высшие дозы для взрослых: разовая 0,4 г, суточная 1,2 г.
Получаемое из листьев белены масло белённое (лат. Oleum Hyoscyami) применяют наружно для растираний при невралгиях, миозитах, ревматоидном артрите.
Входит в состав препаратов «Капсин», «Салинимент», «Линимент метилсалицилата сложный».